# Spitalul Clinic Județean de Urgență „Sfântul Ioan cel Nou” din Suceava

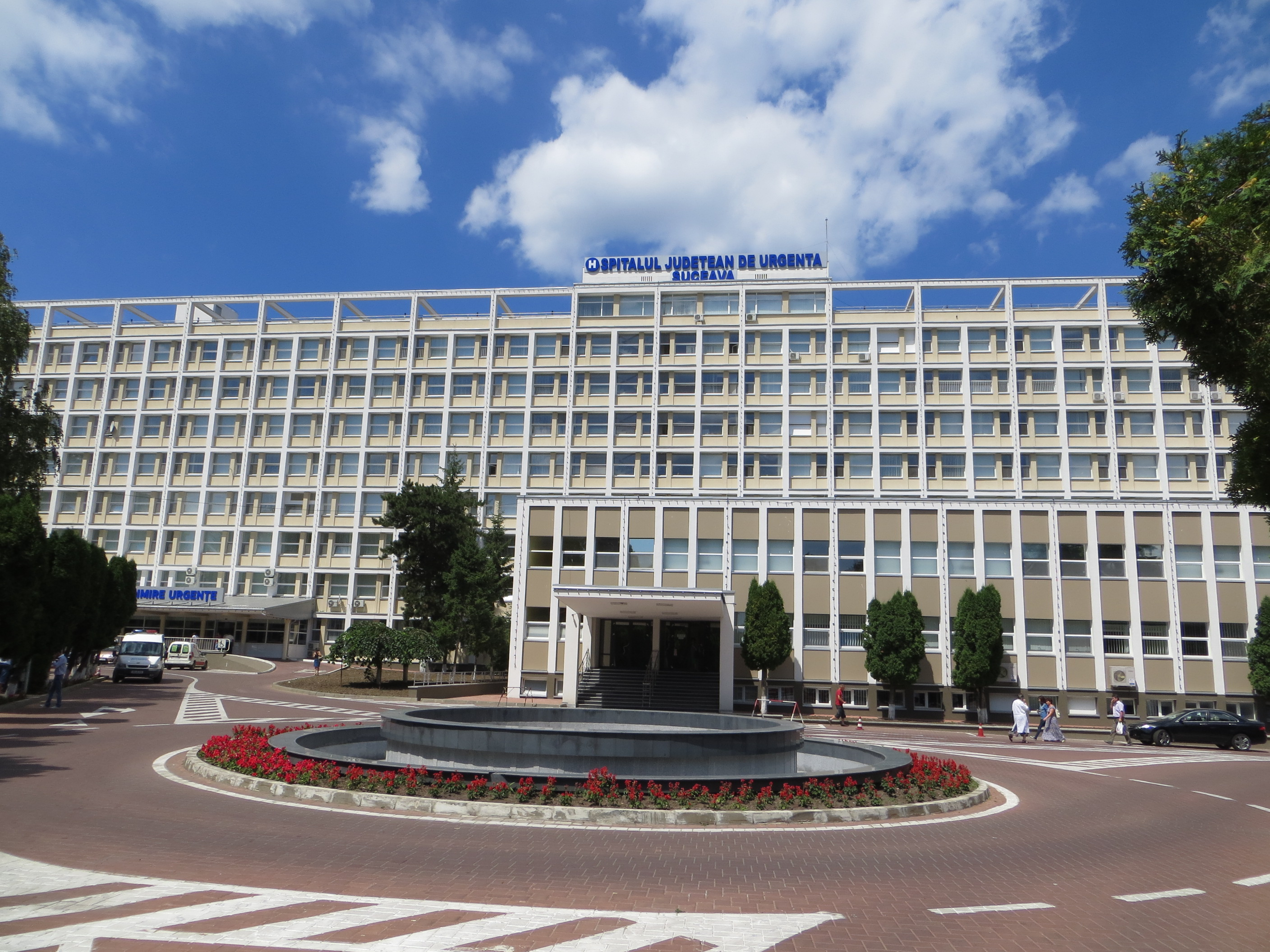
Spitalul Clinic Județean de Urgență „Sfântul Ioan cel Nou” din Suceava

Spitalul Clinic Județean de Urgență „Sfântul Ioan cel Nou” (cunoscut și sub numele de Spitalul Județean Suceava sau Spitalul Nou din Suceava) este cea mai importantă unitate medicală din județul Suceava. El se află situat pe bulevardul 1 Mai nr. 18, în cartierul George Enescu, în partea de sud-vest a municipiului Suceava.

## Istoric
În anul 1787 este construită de către fostul guvern austriac, sub autoritatea căruia se afla Bucovina, o clădire din lemn cu destinația de spital pentru aproximativ 10 bolnavi. Clădirea este ridicată pe locul unde în prezent se află edificiul Muzeului Național al Bucovinei (Muzeul de Istorie).
În anul 1832, cu banii realizați din colecte strânse de la comunele din cuprinsul județului Suceava, se construiește o clădire din cărămidă cu circa 15 paturi. În 1860, clădirea este extinsă cu încă două aripi, astfel capacitatea spitalului mărindu-se la 25 paturi. În tot acest timp spitalul s-a întreținut cu bani obținuți din taxe de spitalizare.

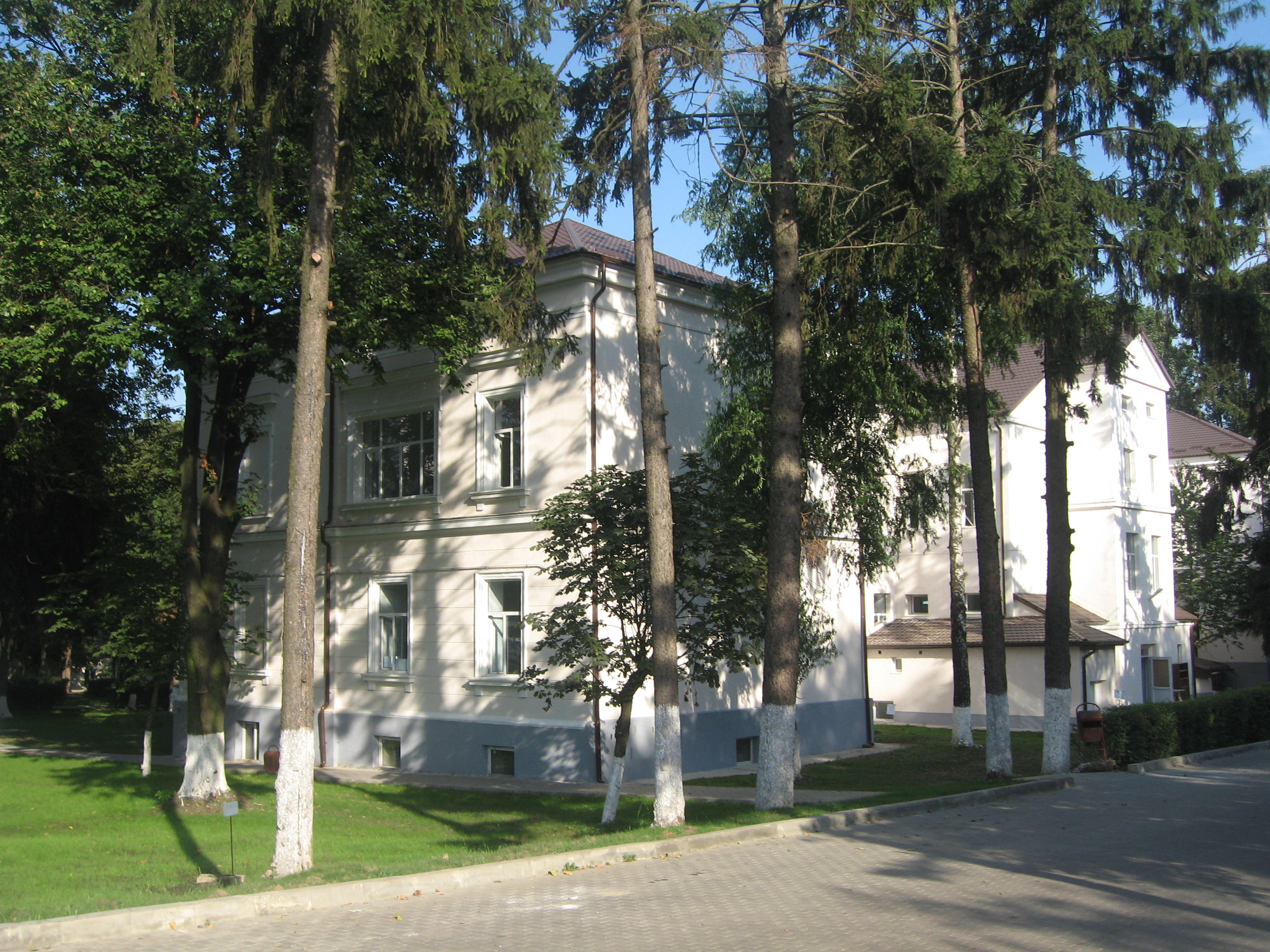
Pavilionul central al Spitalului Vechi, construit la sfârșitul secolului al XIX-lea

Între anii 1893–1895, în timpul mandatului primarului Franz Des Loges, se ridică pavilioanele care astăzi sunt cunoscute sub denumirea Spitalul Vechi. Concepute de la început pentru a îndeplini funcționalitatea de spital districtual, aceaste clădiri au purtat în epocă denumirea de „Casa publică generală a bolnavilor din Suceava”. Ansamblul spitalicesc era format dintr-o clădire principală și patru pavilioane, cu un total de 14 saloane cu o capacitate de 70 de paturi, o sală de operații, patru cabinete ale medicilor și personalului, o cameră mortuară, laboratoare și magazii, beciuri pentru gheață etc. Complexul spitalicesc era înconjurat de un parc. În anul 1906 s-au adăugat la pavilionul principal încă două aripi.
Spitalul a fost condus de un comitet la nivel central până în anul 1918, când administrația a fost preluată de Inspectoratul General al Sănătății publice și ocrotirilor sociale (Direcțiunea serviciului sanitar București). În 1944 spitalul a fost evacuat, iar la reluarea activității, în mai 1945, unitatea a fost pusă din nou în funcțiune cu o capacitate de 50 de paturi și apoi de 100 de paturi. Până în 1951 numărul paturilor a crescut la 250. Un număr de 12 medici și 96 de salariați activau în unitatea spitalicească suceveană, care avea secții de chirurgie, interne, dermato-venerice, obstetrică-ginecologie, pediatrie și TBC.
La data de 1 iulie 1951, spitalul s-a unificat cu policlinica teritorială, preluând și circumscripțiile sanitare urbane ale orașului. Cu această ocazie secția contagioase a fost mutată în Burdujeni, transformându-se în spital cu administrație proprie. La 23 august 1951 a fost dat în funcțiune un pavilion nou construit, în care la parter a funcționat secția pediatrie, iar la etaj secția obstetrică-ginecologie. Între 1956–1957 s-a construit încă un pavilion, în care s-au instalat paturile secției oncologie. Până în anul 1964 capacitatea spitalului a crescut la 565 de paturi.
În anii '60 ai secolului al XX-lea, peste drum de pavilioanele Spitalului Vechi, este ridicată o clădire modernă cu opt etaje, cu o capacitate de 600 de paturi, având în față un corp scund cu două niveluri unde se află săli de consultații, săli de conferințe etc. Clădirea este dată în folosință în anul 1964 și este cunoscută sub numele Spitalul Nou, pentru a fi diferențiat de vechile pavilioane care în prezent adăpostesc secțiile de oncologie, boli infecțioase, dermatologie și pneumologie. Ulterior, secția contagioase din Burdujeni a revenit sub administrația spitalului.
Din 1964 și până în prezent capacitatea spitalului a fost mărită succesiv la 1.159 de paturi, apoi la 1.189, ulterior 1.240 și în prezent aproape 1.300 de paturi, adică 35% din totalul de paturi din județul Suceava. Astăzi, unitatea poartă denumirea de Spitalul Clinic Județean de Urgență „Sfântul Ioan cel Nou”, incluzând Spitalul Nou, Spitalul Vechi, dar și Secția de Psihiatrie din cartierul Burdujeni.

## Dotări
Spitalul „Sfântul Ioan cel Nou” oferă următoarele tipuri de servicii:
- în cadrul spitalului: servicii medicale spitalicești specifice fiecărei secții din structura spitalului (spitalizare de zi și spitalizare continuă), servicii medicale de laborator, servicii de radiologie și imagistică medicală, servicii de explorări funcționale;
- în cadrul ambulatoriului integrat: servicii medicale oferite în cabinete de specialitate, dispensarizare bolnavi TBC, afecțiuni cronice respiratorii netuberculoase (BPOC, astm bronșic), servicii medicale paraclinice (investigații radiologice, explorări funcționale).

Serviciile medicale sunt oferite în 24 de secții și 5 compartimente distincte. Pe lângă acestea, în spital mai funcționează: UPU–SMURD, ambulatoriu integrat cu 28 de specialități, bloc operator, farmacie, sterilizare, unitate de transfuzii sanguine, laboratoare pentru mai multe specialități, serviciu de medicină legală, stație de oxigen etc. În spatele Spitalului Nou, cu intrarea din strada Scurtă, funcționează stația Serviciului de Ambulanță Județean (SAJ) Suceava.

## Secția de Psihiatrie din Burdujeni
Secția de Psihiatrie a Spitalului Județean Suceava își desfășoară activitatea din 1969 pe locul unde s-a înființat primul așezământ de binefacere, creat în 1878, pentru îngrijirea bolnavilor din Burdujeni (astăzi cartier al Sucevei) și din localitățile apropiate. Secția are sistem pavilonar, ultimul pavilion fiind construit în jurul anului 1900. În 2009 secția a fost renovată și a suferit schimbări majore prin etajarea pavilionului de bolnavi acuți. Întregul ansamblu, ce include un parc și o mică biserică cu hramul Sfântul Haralambie, se află pe strada Ecaterina Teodoroiu, în proximitatea Mănăstirii Teodoreni.